# Klingertjärnen (Åre socken, Jämtland)
Klingertjärnen är en sjö i Åre kommun i Jämtland och ingår i Indalsälvens huvudavrinningsområde.